# Cimetière Beth Israël
Le cimetière Beth Israël est un lieu de sépulture juif situé sur le boulevard René-Lévesque Ouest à Québec. Le terrain du cimetière a été acheté par un riche marchand local entre 1840 et 1858. En 1898, il est cédé à la congrégation Beth Israël Ohev Sholem (en). Il demeure l'un des rares témoins de la présence de la communauté juive à Québec, qui est présente depuis 1759. Le cimetière a été désigné lieu historique national du Canada en 1992.